# Brachymeles brevidactylus
Brachymeles brevidactylus — вид сцинкоподібних ящірок родини сцинкових (Scincidae). Ендемік Філіппін.

## Поширення і екологія
Brachymeles brevidactylus мешкають в південних районах півострова Бікол на південному заході острова Лусон. Вони живуть у вторинних і порушених вологих тропічних лісах та на кокосових плантаціях, серед опалого листя і гнилої деревини. Зустрічаються на висоті від 500 до 700 м над рівнем моря.